# Classe El'brus
Le unità appartenenti alla classe El'brus (progetto 537 secondo la classificazione russa) sono grandi navi attrezzate per l'individuazione dei sottomarini affondati e per il recupero degli equipaggi. Solo due unità furono ultimate. La classificazione russa è in russo спасательное судно?, spasatel'noe sudno, "nave da salvataggio", abbreviato SS.

## Tecnica
Le unità della classe El'brus sono estremamente grandi e complesse, progettate specificatamente per il salvataggio ed il recupero degli equipaggi dei sottomarini affondati. Per lungo periodo, le navi di questa classe sono state le più grandi del mondo, per la loro categoria. La loro capacità di impiego è notevole, visto che sono munite di scafo rompighiaccio: in questo modo possono offrire assistenza anche a sottomarini in difficoltà nelle regioni artiche.
La capacità di recupero degli equipaggi è garantita dalla possibilità di imbarcare alcuni DSRV classi Priz e Poisk-2. Inoltre, è anche attrezzata per svolgere un ruolo antincendio.

## Il servizio
La classe, originariamente, doveva comprendere tre unità, ma solo due (Ėl'brus ed Alagez) vennero completate.
Per quanto riguarda le due unità entrate in servizio, probabilmente sono state utilizzate soprattutto per il supporto ai sottomarini quando questi erano fermi in porto. Questo spiegherebbe la  lunghissima vita operativa dell'Ėl'brus (entrata in servizio nel 1980 ed operò nella Flotta del Mar Nero), la quale, pur non avendo più preso il mare dal 1989, è stata demolita tra il 1997 ed il 1998.
Per quanto riguarda l'Alagez (entrata in servizio nel 1989), questa è ancora oggi operativa con la Flotta del Pacifico (fino al 1993 con la Flotta del Mar Nero). Tuttavia, il destino di questa nave è dubbio, perché è stata seriamente danneggiata da un incendio nel 2004 mentre era in revisione.